# 자동승인제
자동승인제(自動承認制)는 수입승인 방식의 한 가지이다. AA제라고도 부른다. 자동 승인 물자는 수량할당을 필요로 하지 않고 외국환은행은 신청 내용이 형식적 조건에 합치되면 자동적으로 이를 승인하는 방식이다. 자유화가 가장 발전한 방식이라고 할 수 있다.